# Folke Rabe
Folke Rabe (Estocolm, Suècia; 28 d'octubre de 1935- Estocolm, Suècia; 25 de setembre de 2017) va ser un compositor i trombonista de jazz.

## Biografia
Actiu com a trombonista jazz des de 1950, Rabe va estudiar de 1957 a 1964 a la Reial Acadèmia de Música d'Estocolm amb Valdemar Söderholm, Bo Wallner, Karl-Birger Blomdahl, Ingvar Lidholm, György Ligeti i Witold Lutosławski, entre d'altres (1957–1964).
A la dècada de 1950, Rabe va tocar el trombó en bandes de Dixieland i swing, i més tard en big bands sota la direcció de Lulle Ellboj, Harry Arnold i Arne Domnérus. A la dècada del 1960, es va donar a conèixer com a compositor de peces avantguardistes com ara Pièce per a cor parlant, Bolos per a quatre trombons (amb Jan Bark) i Rondes per a cor. En el camp de la música coral, va experimentar amb tècniques d'improvisació, notació gràfica i cant harmònic.
Després va romandre a la Reial Acadèmia de Música d'Estocolm com a professor (1964–1968). El 1963, Rabe va cofundar Kulturkvartetten (des de 1983, Nya Kulturkvartetten), un grup de quatre trombonistes que van interpretar composicions pròpies per arreu d'Europa, de les quals moltes d’elles eren teatrals. De 1968 a 1980, va treballar per a la Fundació Rikskonserter, que organitzava concerts i gires de concerts a Suècia, i de 1976 a 1980, va ser el seu director de programa. De 1980 a 2000, va treballar a la Ràdio de Suècia com a productor, director editorial i director de programa. Des de llavors, ha estat compositor independent.
A banda de la seva composició, Rabe va estar actiu en un ampli ventall del món de la música: com a músic de jazz professional, com a educador i conferenciant, com a autor en temes musicals i com a administrador al Swedish Institute for National Concerts (1968 -80) on va ser director de la programació durant els darrers quatre anys. Del 1980 al 2000 va treballar per a la National Broadcasting Corporation sueca (com a editor, cap de redacció i responsable dels programes), però després va continuar com a compositor freelance i introductor d’actuacions musicals. També es va interessar per l'etnologia musical, fent enregistraments de camp a Bòsnia i Amèrica del Sud. Del 1983 al 1997 va ser membre del grup intermediari, The New Culture Quartet, barrejant música electrònica amb projeccions de cinema i altres elements visuals.
Des de la dècada del 1980, Rabe va compondre cada cop més obres per a instruments de vent, com ara Basta per a trombó solista, Tintomara per a trompeta i trombó, el quintet de vent Escalations i Jawbone Five per a trombó i conjunt de percussió. Va compondre peces més petites per al trombonista Christian Lindberg i el trompetista Håkan Hardenberger. Entre el 1983 i el 1997, Rabe va ser membre del conjunt d'artistes multimèdia Nya Kulturkvartetten.

### Viatges
Viatjar per Europa, Amèrica i Àsia va ser molt important per a les seves perspectives musicals i culturals. Els viatges experimentals de Rabe com a compositor el van portar a cèl·lules rebels sense cap respecte per les fronteres establertes. Va viatjar a Finlàndia, on va conèixer a Kaj Chydenius i Otto Donner i als Estats Units a Terry Riley i el taller de ballarins d'Ann Halprin de San Francisco, així com a països com Bòsnia i el Perú per a estudis de camp de música folk.

### Obres més rellevants
Com a compositor Folke Rabe va ser considerat avantguardista en la dècada de 1960 introduint noves tècniques com a compositor de música coral, com per exemple, efectes de la parla a l’obra Pièce o timbres subtils i sorprenents a l’obra Joe's Harp i Rondes, que és una de les obres de Rabe interpretada amb més freqüència a nivell internacional.
La peça Bolos (1962), composta en col·laboració amb Jan Bark, ocupa una posició llegendària en la història de la nova música sueca a causa de la seva enginyosa barreja de noves tècniques escèniques i divertits efectes teatrals. Va tenir un èxit internacional i va anar seguida de treballs similars com Polonaise, escrit per a la Tardor de Varsòvia, Pipelines, No Hambones on the Moon i Narrskeppet.
Rabe és conegut per la seva obra mestra What? (també traduït com Was?), compost i gravat als estudis de la ràdio sueca, a Estocolm, el 1967, es construïa a partir de sons harmònics en capes, compostos principalment a partir de tons generats electrònicament.
Des de la dècada de 1980 la música per als instruments de metall té una posició destacada. Hi ha concerts per a trompeta, trombó i trompa francesa sols i un concert per a quintet de metall i orquestra simfònica, així com música de cambra, com per exemple Basta per a trombó sol, Tintomara per a trompeta i trombó,Escalations per a quintet de metall i Jawbone Five per a trombó i percussió.

### Premis
La gravació del concert de trompeta Sardine Sarcophagus tocat per Håkan Hardenberger va guanyar el 2000 el premi suec Grammis.

## Treballs

### Veu
- 7 poems (per Nils Ferlin), cor mixt, 1958
- Pièce (collab. L. O’Månsson), cor parlant, 1961
- Rondes, cor mixt i cor femení, 1964
- OD, cor masculí, 1965
- Joe’s Harp, cor, 1970
- 2 Stanzas (G. Sonnevi), soprano, contralt, tenor i baix, 1980
- To Love (e.e. cummings), soprano, contralt, tenor i baix, 1984
- Hövisk pålslagarmadrigal för OD, 150 (Courteous piledrivers' madrigal for OD, 150), cor femení, 2003

#### Veu acompanyada
- Havets hand 1 and 2 (Text: E. Diktonius), veu i piano, 1958
- Notturno (E. Södergran), mezzo i 3 instruments de vent fusta, 1959
- Två sånger till Rune Lindström på Svenska Flaggans Dag (Two Songs for Rune Lindström on the day of the Swedish Flag), (Txt: F Rabe), veu i piano, 1964-1965
- SJU 7 - Lättjan (SEVEN 7 - The Laziness), (Txt: C J L Almqvist), tenor solista, cor mixt, 3 percussionistes i quartet de corda, 2005

### Música de Cambra
- Suite for two clarinets, 2 clarinets, 1957
- Bolos (collab. J. Bark), quartet de trombons, 1962
- Impromptu, clarinet, trombó, piano, percussió i violoncel, 1962
- Souvenirs, orgue Hammond, grup rítmic i recitatiu, 1963
- Pajazzo ,8 musics de jazz, 1964
- Polonaise (collab. Bark), quartet de trombons, 1965
- Hep-hep, orquestra petita, 1966
- Filmmusik I, flauta, clarinet i piano, 1973
- Filmmusik II, flauta, oboè, clarinet, trompa, fagot i percussió, 1973
- Victor (R. Vitrac), 4 trombons i percussió, 1980
- Altiplano, orquestra de vent, 1982
- Escalations, quintet de metalls, 1988
- Concert de trombó ‘All the Lonely People’, trombó solista I orquestra de cambra, 1990
- Concert de trompa ‘Nature, Herd and Relatives', trompa solista i orquestra de corda, 1991
- Tintomara, trompeta i trombó, 1992
- Concert de trompeta ‘Sardine Sarcophagus', sinfonietta, 1994-1995
- Jawbone Five, trombó i 6 percussionistes, 1996
- Så att denna sång inte dör (So That this Song Will Not Die), orquestra simfònica, 1998
- L’Assiuolo caprese, Conc. f Brass Quintet & Orchestra, 2002
- A Chaser (Pärlor f svin), flauta, violí, violoncel i piano, 2004

### Instrument sol
- 7 Variations for piano, piano, 1957-1960
- Divertimento for solo clarinet, clarinet, 1958
- Basta, trombó, 1982
- Shazam, trompeta, 1984
- With Love, piano, 1984
- Sebastian, orgue, 2001

### Música per a pel·lícules
- Mannen som övergav bilar (The man who abandoned cars), 1963-1966
- No Hambones on the Moon, 1971
- Pank (O. Eriksson), 4 trombons, teclats i percussió, 1980

### Música electroacústica
- Va?? / What?? / Was??, música de cinta, 1967
- ARGH!, música electroacústica, 1965
- To the barbender, música electroacústica, 1982
- Cyclone, música electroacústica, 1985
- ISNOT (Txt: Björner Torsson), musica dramàtica per ràdio, 2004-2005
- Swinee River, música electroacústica, 2005

### Intermedia
- Narrskeppet (Ship of Fools), intermedia performance, 1983
- Älskade lilla gris (Beloved little pig), narrador, música electroacústica i projeccions de diapositives, 1986
- Världsmuséet (World Museum), intermedia performance, 1987
- Narragonien (Narragonia), intermedia performance, 1990

## Discografia

### Àlbums
- What??
- Rabe: Basta
- Argh!

## Comentaris de les obres

### Basta
Basta es una obra per a trombó sol escrita pel compositor Folke Rabe el 1982 per al trombonista Christian Lindberg. La obra va ser un encàrrec del Royal College of Music d'Estocolm, Suècia, com a part d’un projecte que promovia el desenvolupament del repertori per a trombó sol. L’intèrpret, que aleshores era estudiant d’aquesta escola, va estrenar l’obra en un concert entorn aquest projecte.
A principis dels anys 80 va compondre una sèrie de peces virtuoses per diversos instruments sols i Basta va ser la primera d’aquestes. En aquesta obra es poden escoltar exemples d’escales molt ràpides i acords que l’intèrpret du a terme cantant i tocant a la vegada. Al 1990 podem veure com Rabe utilitza tècniques molt més desenvolupades en el seu concert de trombó All the lonely people … per trombó solista i orquestra de cambra, també escrit per a Lindberg.
Durant els anys següents va escriure més obres per trombó i altres instruments: Tintomara per a trompeta i trombó (1992) i Jawbone Five (1996) per a trombó i sis percussionistes. També va. escriure música per a altres instruments de metall: Shazam per a trompeta en solitari, Concert per a trompeta solista i sinfonietta, Concert de trompa solista i orquestra de corda, Escalacions per a quintet de metall i Concerto Grosso per a quintet de metall i orquestra simfònica.
Segons l’autor, darrere de Basta no hi havia cap història al cap mentre l'escrivia, però si que se cert que el començament i el final estableixen algun tipus de situació.
Va tenir la idea que l'intèrpret fes de missatger, el qual es veu estressat i a continuació, basta, volent dir prou, llavors es quan comença l’obra (basta en català significa prou).
Rabe diu que no hi ha cap altra història, sinó que la resposta a les preguntes que es poden formular depenen de la imaginació de cadascú. Però la música en si mateixa, virtuosa com és, de vegades comporta una sensació d’estrès i pressa, sobretot al final on es fan malabarismes, fragments de motius on les frases no s'acaben mentre que ja n’apareixen d'altres.

#### Enregistraments de referència
- Basta - Christian Lindberg (https://www.youtube.com/watch?v=4KRdI_gQFog)
- Basta for Solo Trombone - James Markey (https://www.youtube.com/watch?v=UnWzI0sbh0w)
- Basta - Lars Karlin (https://www.youtube.com/watch?v=P834Ib2TLC4)